# Рік Россовіч
Рік Россовіч (англ. Rick Rossovich; 28 серпня 1957) — американський актор.

## Біографія
Рік Россовіч народився в Пало-Альто, штат Каліфорнія. Грав у професійний футбол у команді «Філадельфія Іглс». Знімався у фільмах «Термінатор» (1984), «Найкращий стрілець» (1986), «Морські котики» (1990) та серіалі «Поліцейські на велосипедах» (1996—1998).

## Особисте життя
З 1985 року одружений з Євою, є двоє дітей: Рой та Ізабель.

## Фільмографія
| Рік       |    | Українська назва                              | Оригінальна назва                             | Роль                                    |
| --------- | -- | --------------------------------------------- | --------------------------------------------- | --------------------------------------- |
| 1978—1980 | с  | Острів фантазій                               | Fantasy Island                                | різні ролі                              |
| 1981      | с  | Восьми достатньо                              | Eight Is Enough                               | Фред                                    |
| 1982      | ф  | Втрачаючи це                                  | Losin' It                                     | Marine                                  |
| 1983      | ф  | Лорди дисципліни                              | The Lords of Discipline                       | Данте Пігнетті                          |
| 1983      | тф | Смертельні уроки                              | Deadly Lessons                                | Крейг                                   |
| 1984      | ф  | Вулиці у вогні                                | Streets of Fire                               | офіцер Кулі                             |
| 1984      | ф  | Термінатор                                    | The Terminator                                | Метт Б'юкенен                           |
| 1985      | ф  | Застереження                                  | Warning Sign                                  | Боб                                     |
| 1986      | ф  | Найкращий стрілець                            | Top Gun                                       | молодший лейтенант Рон Кернер «Слайдер» |
| 1986      | ф  | Наступного ранку                              | The Morning After                             | детектив                                |
| 1987      | ф  | Роксана                                       | Roxanne                                       | Кріс                                    |
| 1990      | с  | Байки зі склепу                               | Tales from the Crypt                          | Ганс / Карлтон Вебстер                  |
| 1990      | ф  | Морські котики                                | Navy Seals                                    | Лірі                                    |
| 1994      | ф  | Зіткнення з майбутнім                         | Future Shock                                  | Frat Boy                                |
| 1994      | с  | Дотик ангела                                  | Touched by an Angel                           | Маршалл                                 |
| 1994—1995 | с  | Швидка допомога                               | ER                                            | доктор Джон Тагліері                    |
| 1995      | с  | Строго на південь                             | Due South                                     | Mark Smithbauer                         |
| 1996      | с  | Вона написала вбивство                        | Murder, She Wrote                             | Стів Гантрі                             |
| 1996—1998 | с  | Поліцейські на велосипедах                    | Pacific Blue                                  | лейтенант Ентоні Палермо                |
| 1997      | ф  | Правда та наслідки                            | Truth or Consequences, N.M.                   | Роберт Бойлан                           |
| 1997      | вг | Blue Heat: The Case of the Cover Girl Murders | Blue Heat: The Case of the Cover Girl Murders | сержант Боббі Колтер                    |
| 1998      | с  | Приватний детектив Майк Хаммер                | Mike Hammer, Private Eye                      | Генрі Спенсер                           |
| 2000      | с  | Курячий бульйон для душі                      | Chicken Soup for the Soul                     | Дон Єгер                                |